# 比里柳瑟區

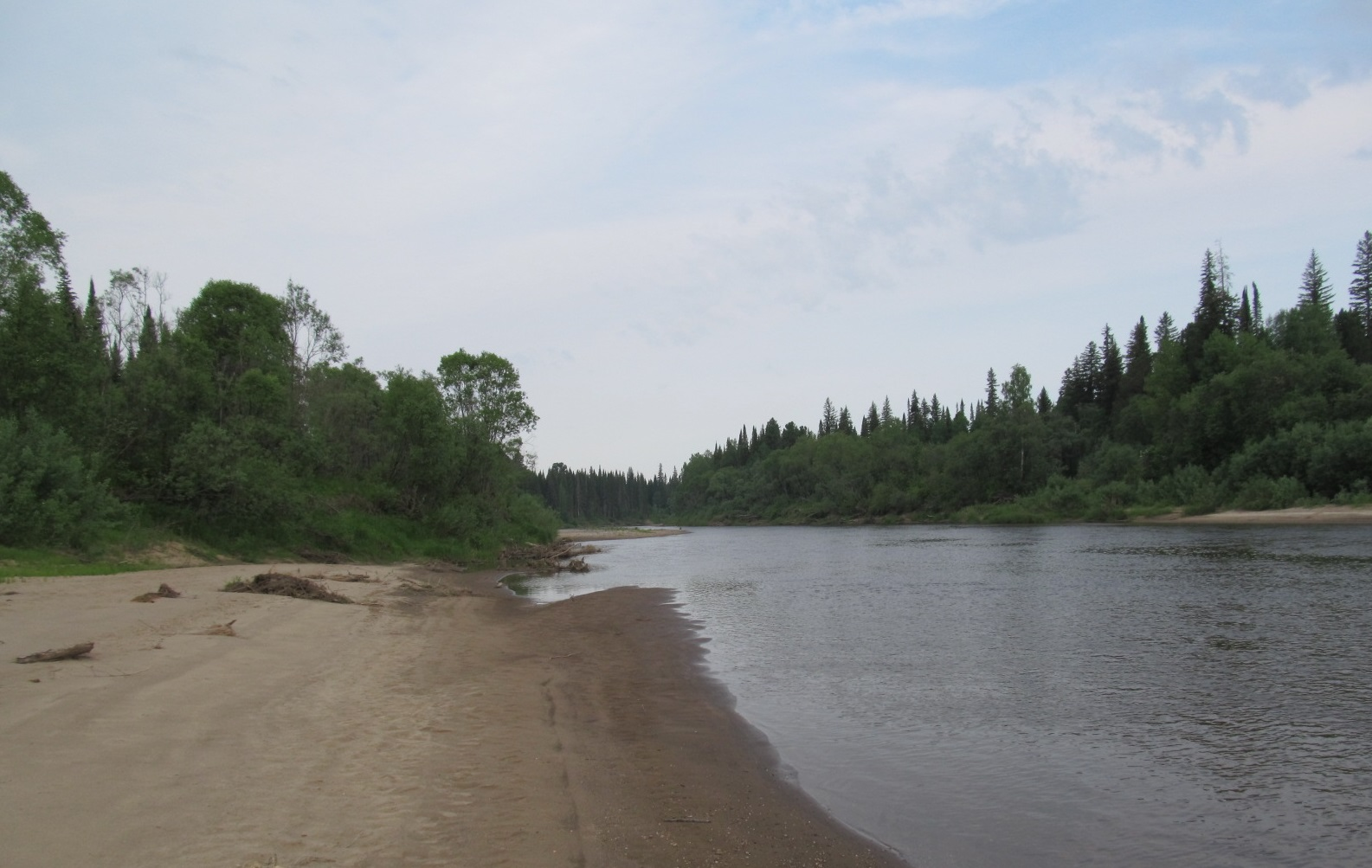

56°53′52″N 90°39′42″E / 56.89778°N 90.66167°E
比里柳瑟區（俄语：Бирилюсский район），是俄羅斯的一個區，位於該國中部，由克拉斯諾亞爾斯克邊疆區負責管轄，始建於1924年4月4日，面積11,779平方公里，2010年人口10,927，人口密度每平方公里0.93人。